# والي ويبر
والي ويبر (بالإنجليزية: Wally Weber)‏ هو لاعب كرة قدم أمريكية أمريكي، ولد في 27 فبراير 1903 في ماونت كليمنس في الولايات المتحدة، وتوفي في 14 أبريل 1984.